# 多数量比較
多数量比較（たすうりょうひかく、mass comparison, multilateral comparison)とは、言語間の遺伝的関係のレベルを決定するために、ジョセフ・グリーンバーグによって開発された方法である。

## 方法
多数量比較の命題は、「代名詞や形態素を含む語彙の多数が類似性を示すとき、言語のグループには類縁関係が存在する」というものである。比較方法とは異なり、多数量比較では、比較する言語間の規則的・体系的な対応は必要無い。必要なのは、印象的な類似性の感覚だけである。グリーンバーグは、関連性を判断するための明確な基準を確立しておらず、彼が「類似」と見なすもの、または関係を証明するために必要な類似の数の基準を設定していない。
多数量比較は、類似性を比較する言語間において、表を作って基本的な語彙を比較する方法で行われる。この表には一般的な形態素を含めることもできる。下の表はこの手法を説明するためにGreenberg（1957、p.41）によって使用されたものである。これは、文字で識別される9つの異なる言語の6種類の基礎語彙を示している。
|    | A   | B   | C   | D   | E   | F   | G   | H   | I   |
| -- | --- | --- | --- | --- | --- | --- | --- | --- | --- |
| 頭 | kar | kar | se  | kal | tu  | tu  | to  | fi  | pi  |
| 目 | min | ku  | min | miŋ | min | aš  | min | idi | iri |
| 鼻 | tor | tör | ni  | tol | was | waš | was | ik  | am  |
| 1  | mit | kan | kan | kaŋ | ha  | kan | kεn | he  | čak |
| 2  | ni  | ta  | ne  | kil | ne  | ni  | ne  | gum | gun |
| 血 | kur | sem | sem | šam | i   | sem | sem | fik | pix |

グリーンバーグは、かなり密接に関連している言語の場合、基本的な関係は経験がなくても決定できると主張しているが、音変化の可能性のある経路を知っていると、さらに速く進むことができる。経験豊富な類型学者（グリーンバーグはこの分野のパイオニアであった）は、この表内のいくつかについて、それが同根語である可能性の有無について即座に判断し、認定または棄却できる。たとえば、 p>f の変化は非常に頻繁に起こるのに対し、 f>p はそれほど頻繁には起こらないため、 fi：pi と fik：pix は実際に関連していると仮定し、祖形 *pi と *pik/x を再構できる。k>xは非常に頻繁に起こる変化で、x>kの変化は起こる頻度がはるかに少ないため、祖形は *pix ではなく *pik を選択できる。多数量比較では祖語の再構成を目指すものではない（Greenberg（2005：318）によれば祖語の再構成は後段階で行うとする）が、音韻論的考察が最初の段階から求められる。
実際に多数量比較で使用される表には、これよりも遙かに多くの項目と言語が含まれる。含まれる項目は、「手」、「空」、「行く」などの語彙、または複数形や文法性などの形態的な要素である（Ruhlen 1987、p.120）。
Greenbergは、多数量比較によって達成された結果が確実に近づいたと考え、こう述べている（Greenberg 1957、p.39）;「基本的な語彙の類似性と、文法機能を備えた項目の類似性が存在することは、特にそれが多くの言語で繰り返し見られる場合は、遺伝的関係の確かな指標である。」

## 現状
この方法によって分類された言語の分類群は、他の言語学者によって既に主張されていたものであり一般的に全ての言語学者に受け入れられているもの（例：アフロ・アジア語族やニジェール・コンゴ語族）、多くの研究者が受け入れているが一部で論争があるもの（ナイル・サハラ語族）、多くの学者に否定されているが一部の支持者がいるもの（ユーラシア大語族）がある。
なお、ほとんどの言語学者（全てではない）はこの方法の拒否している（Campbell 2001, p. 45）。